# دافني أردن

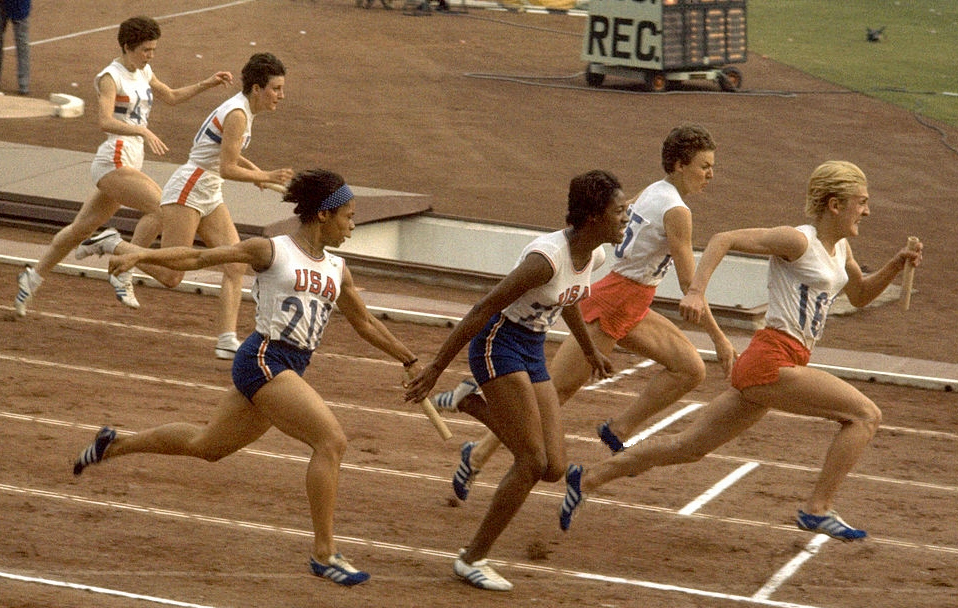

دافني أردن (بالإنجليزية: Daphne Arden) هي عداءة سريعة بريطانية، ولدت في 29 ديسمبر 1941 في بيركنهيد ‏ في المملكة المتحدة.

## وصلات خارجية
- دافني أردن على موقع أوليمبيديا (الإنجليزية)
- دافني أردن على موقع اللجنة الأولمبية البريطانية (الإنجليزية)